# Макс Ден
Макс Вільгельм Ден (13 листопада 1878 — 27 червня 1952) — американський математик, найбільш відомий своїми працями в області геометрії, топології та геометричній теорії груп. Народився в єврейській родині в Німеччині, де і розпочав свою кар'єру. Однак, в 1935 році він був змушений піти на пенсію і зрештою у 1939 році втік із Німеччини та емігрував до США.
Ден був учнем Девіда Гільберта, і за його габілітації в 1900 році Ден вирішив третю проблему Гільберта, що зробило його першим, хто розв'язав одну з відомих 23 проблем Гільберта. Серед учнів Дена були: Отт-Генріх Келлер, Рут Муфанг, Вільгельм Магнус та художниця Доротея Рокберн.

## Біографія
Ден народився в єврейській родині у Гамбурзі (Німецька імперія).
1899 року під керівництвом Гільберта він вивчав основи геометрії у Геттінгенському університеті та довів теорему Жордана для багатокутників. Наступного 1900 року написав дисертацію, яка висвітлює роль теореми Сакері-Лежандра про суму кутів в абсолютній геометрії. З 1900 по 1911 рік був співробітником і науковцем Мюнстерського університету. Під час габілітації в Мюнстерському університеті в 1900 році Ден розв'язав третю проблему Гільберта, для чого ним було введено поняття інваріанту Дена. Це було перше розв'язання однієї з проблем Гільберта.
Згодом увагу Дена привернула топологія та комбінаторна теорія груп. У 1907 році разом із Поулем Хегором вони написали першу книгу про основи комбінаторної топології, відому як analysis situs. Також у 1907 році він описав побудову нової гомологічної сфери. У 1908 році, як він вважав, знайшов доведення гіпотези Пуанкаре, але Тітце виявив помилку в судженнях.
У 1910 році Ден опублікував працю по тривимірній топології, в якій ввів операцію Дена і використав її для побудови сфер гомології. Він також оприлюднив лемму Дена, але у 1929 році Гелмут Кнесер виявив у його доведенні помилку. Набагато пізніше у 1957 році цей результат був доведений Христосом Папакиріякопулосом. Задача зі словом для груп, яка також називається проблемою Дена, була поставлена ним у 1911 році.
23 серпня 1912 року Ден одружився з Антоні Ландау. Також у 1912 році Ден винайшов алгоритм Дена, і використав його у своїй роботі над задачею про слово та спряження для груп. Поняття функції Дена в геометричній теорії груп, яка оцінює область відношення в скінченно породженій групі за довжиною цього відношення, також названа його ім'ям. У 1914 році він довів, що ліві і праві трилисники не є еквівалентними. На початку 1920-х років Ден представив працю, яка стала відома як теорема Дена-Нільсена; у 1927 році Якоб Нільсен опублікував її доведення.
У 1922 році Ден став наступником Людвіга Бібербаха у Франкфурті, де він залишався, поки його не змусили вийти на пенсію в 1935 році. Він пробув у Німеччині до січня 1939 року, допоки не втік у Копенгаген, а потім у Тронгейм (Норвегія), де обійняв посаду в Норвезькому технологічному інституті. У жовтні 1940 року він виїхав з Норвегії до Америки через Сибір та Японію (атлантичний перехід на той час вважався занадто небезпечним).
В Америці Ден отримав посаду в Південному університеті Айдахо (тепер університет штату Айдахо). У 1942 році він влаштувався на роботу в Іллінойський технологічний інститут, а в 1943 році почав працювати в коледжі Сент-Джон в Аннаполісі, штат Меріленд. Зрештою, в 1945 році він перейшов до експериментального коледжу мистецтв у Блек Маунтейні, де був єдиним математиком.
Помер у Блек-Маунтен (штат Північна Кароліна) в 1952 році.

## Коледж Блек Маунтейна
У березні 1944 року Дену був запрошений прочитати дві лекції в коледжі Блек Маунтейна про філософію та історію математики. У своєму листі він зазначив, що лекція на розширену математичну тему видалась йому не придатною для аудиторії. Натомість він запропонував прочитати лекції «Спільні корені математики та декорування» та «Деякі моменти розвитку математичних ідей». Невдовзі викладачі коледжу Блек Маунтейн зв'язалися з ним щоб запросити на штатну посаду. Після перемовин щодо підвищення заробітної плати з 25 до 40 доларів на місяць, Ден та його дружина переїхали мешкати у Блек Маунтейн, до житла, яке надала школа, а викладати Макс Ден почав у січні 1945 року.
Перебуваючи в Блек Маунтейн Коледж, Ден прочитав курси з математики, філософії, грецької та італійської мов. У своєму класі «Геометрія для художників» Ден познайомив учнів з геометричними поняттями, такими як точки, лінії, площини та тверді тіла; конуси та їх перерізи на кола, еліпси, параболи та гіперболи; сфери і правильні многогранники. На цих лекціях Ден робив акцент на співвідношенні форм та на концепціях, які можуть бути корисні у творчому середовищі.
Йому подобалися лісисті гори, поряд з Блек Маунтейном, і він часто проводив заняття в лісі, читаючи лекції під час піших подорожей. Його лекції часто підіймали теми дотичні до філософії, мистецтва, природи та про їх зв'язок з математикою. Ден з дружиною брали участь у громадських зборах та часто відвідували їдальню. Вони також регулярно проводили сніданки з Бакмінстером Фуллером та його дружиною.
Влітку 1952 року Ден став професором-емеритом, що дозволило йому залишитися в кампусі і бути радником. На жаль, він помер від емболії незабаром після того, як став свідком видалення кількох дерев кизилу з кампуса. Був похований у кампусі під деревами.